# Anna Sui
Anna Sui, född 4 augusti 1964 i Detroit, är en amerikansk modedesigner. Sui har 2009 mottagit Geoffrey Beene Lifetime Achievement Award. Hennes internationella märke Anna Sui Dolly Girl by Anna Sui säljer kläder, skor, kosmetika och accesoarer i över 50 länder.

## Biografi
Anna Sui föddes av kinesiska föräldrar som emigrerat till USA. Sui visste redan som barn att hon ville bli designer och studerade i New York vid Parsons School of Design. Redan som andra årets student fick hon formge kollektioner för flera sportklädes märken. Medan hon arbetade för företaget Glenoa lät Sui visa sin kollektion på en mässa – plaggen fanns senare med i en annons i New York Times, vilket ledde till att Sui miste sin anställning. Hon startade ett eget företag som hon under flera år drev i sin lägenhet. Anna Sui fick sitt genombrott 1991 och öppnade därefter en affär i SoHo som blev tongivande för hennes kommande butiker. På senare år har Sui även lanserat märket Anna Sui Mini som säljer hennes barnkläder.